# Goldener Bärenmaki
Der Goldene Bärenmaki (Arctocebus aureus) ist eine Primatenart aus der Familie der Loris (Lorisidae). Manchmal wird er mit dem Gewöhnlichen Bärenmaki zu einer gemeinsamen Art zusammengefasst.

## Merkmale
Goldene Bärenmakis erreichen eine Kopfrumpflänge von 23 bis 26 Zentimetern, der Schwanz ist nur ein kurzer Stummel. Ihr Gewicht beträgt 0,2 bis 0,3 Kilogramm. Ihr Fell ist an der Oberseite gelblich bis orangerot gefärbt, die Unterseite ist grau. Der Schnauze ist spitz, die Ohren sind rundlich, die Augen sind als Anpassung an die nachtaktive Lebensweise vergrößert. Der zweite Finger ist wie bei allen Loris verkürzt, die Hände sind an einen sicheren Griff im Geäst angepasst.

## Verbreitung und Lebensraum

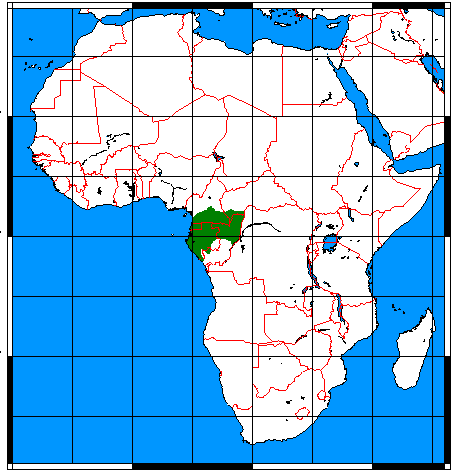
Verbreitungsgebiet

Diese Primaten bewohnen das mittlere Afrika. Ihr Verbreitungsgebiet erstreckt sich vom südlichen Kamerun bis nach Gabun und in die Republik Kongo. Der Fluss Sanaga in Kamerun bildet die Westgrenze ihres Verbreitungsgebietes, westlich davon lebt der Gewöhnliche Bärenmaki. Ihre Verbreitung ist sehr lückenhaft, die genauen Grenzen ihres Vorkommens sind nicht bekannt. Lebensraum dieser Tiere sind mit dichtem Unterholz bestandene Wälder.

## Lebensweise
Goldene Bärenmakis sind nachtaktiv und halten sich meist in den Bäumen auf. Den Tag verbringen sie in dichter Vegetation verborgen schlafend. In der Nacht begeben sie sich auf Nahrungssuche, dabei halten sie sich in den unteren Baumregionen auf und kommen selten in mehr als 5 Meter Höhe. Ihre Bewegungen sind wie bei allen Loris langsam und bedächtig, sie halten sich stets mit zumindest drei Gliedmaßen an den Ästen fest, die spezialisierten Hände ermöglichen einen festen Griff. Sie leben einzelgängerisch, das Revier eines Männchens überlappt sich aber mit dem zweier bis dreier Weibchen.
Golden Bärenmakis fressen vorwiegend Insekten (etwa 85 %), bevorzugt Raupen, Käfer und Ameisen. Früchte machen rund 14 % der Nahrung aus.
Das Männchen paart sich mit allen Weibchen, deren Reviere mit seinem überlappen. Nach 131- bis 136-tägiger Tragzeit kommt in der Regel ein einzelnes Jungtier zur Welt. Dieses klammert sich zunächst am Bauch der Mutter fest, nach drei bis vier Monaten wird es entwöhnt. Die Geschlechtsreife tritt mit rund 8 bis 10 Monaten ein.

## Gefährdung
Zwar leiden Goldene Bärenmakis gebietsweise an der Zerstörung ihres Lebensraumes, insgesamt ist die Art aber weit verbreitet. Die IUCN listet sie als „nicht gefährdet“ (least concern).